# Vincenzo Trantino
Vincenzo Trantino, detto Enzo (Licodia Eubea, 20 settembre 1934 – Catania, 5 dicembre 2024), è stato un politico e avvocato italiano.

## Biografia

Vincenzo Trantino nel 1994.

Nato il 20 settembre 1934 a Licodia Eubea, in provincia di Catania, avvocato penalista, in gioventù ha militato nelle formazioni monarchiche come il Partito Nazionale Monarchico di Alfredo Covelli e il suo successore Partito Democratico Italiano di Unità Monarchica (PDIUM).
Nel 1972 Trantino aderisce alla confluenza del PDIUM, insieme alla maggioranza del partito, nel Movimento Sociale Italiano di Giorgio Almirante, che divenne Movimento Sociale Italiano - Destra Nazionale e sancendo di fatto la scomparsa dei monarchici come forza politica autonoma. Con quel partito si candidò alla Camera dei deputati nelle elezioni politiche di quell'anno, venendo eletto per la prima volta deputato (VI legislatura) nella circoscrizione Catania-Messina-Siracusa-Ragusa-Enna. Sarà riconfermato per il MSI-DN ininterrottamente (dal 1994 con Alleanza Nazionale) fino al 2001, terminando l'impegno parlamentare nel 2006. Negli anni '90 fu presidente della Giunta per le elezioni della Camera.
Alle elezioni politiche del 2006 non viene ricandidato al Parlamento, ritirandosi dalla politica, ma proseguendo nell'avvocatura.
Era padre di Enrico Trantino, sindaco di Catania dal 2023.

## Commissione d'inchiesta sull'affare Telekom Serbia
Fu eletto nel 2002 presidente della commissione parlamentare Telekom Serbia istituita dal Parlamento per fare luce sugli eventi che riguardano l'acquisto di azioni dell'azienda telefonica Telekom Serbia da parte di Telecom Italia. Secondo la ricostruzione basata sulle dichiarazioni del faccendiere svizzero Igor Marini, nel corso di tale compravendita sarebbero state pagate delle tangenti ad esponenti del centrosinistra, tra le quali una supposta tangente di 125.000 dollari versata a Romano Prodi e Lamberto Dini. Tali accuse si rivelarono infondate e le prove chiave prodotte a loro supporto si rivelarono dei falsi. La commissione non formulò alcuna accusa diretta e non presentò al Parlamento la relazione finale. Nel 2005 l'indagine della Procura di Torino aperta nel 2001 sui vertici di Telecom del 1997 venne archiviata.